# Daisetta
Daisetta é uma cidade localizada no estado norte-americano de Texas, no Condado de Liberty.

## Demografia
Segundo o censo norte-americano de 2000, a sua população era de 1034 habitantes.
Em 2006, foi estimada uma população de 1091, um aumento de 57 (5.5%).

## Geografia
De acordo com o United States Census Bureau tem uma área de
3,8 km², dos quais 3,8 km² cobertos por terra e 0,0 km² cobertos por água. Daisetta localiza-se a aproximadamente 21 m acima do nível do mar.

## Localidades na vizinhança
O diagrama seguinte representa as localidades num raio de 20 km ao redor de Daisetta.